# Shūsaku Endō
Shūsaku Endō (遠藤 周作 Endō Shūsaku?,  27 de marzo, 1923-29 de septiembre, 1996) fue un reconocido escritor japonés del siglo XX que escribió con la singular perspectiva de ser japonés y católico, en un país donde la población cristiana es menor al 2%. Junto con Junnosuke Yoshiyuki, Shotaro Yasuoka, Junzo Shono, Hiroyuki Agawa, Ayako Sono y Shumon Miura, Endō está incluido en la "Tercera Generación", considerado el tercer grupo destacado de escritores después de la Segunda Guerra Mundial.

## Biografía
Nació en Tokio en 1923. Sus padres se marchan poco después a vivir a la zona china de Manchuria, que en aquellos años se encontraba ocupada por Japón. Cuando se divorcian en 1933, Endō y su madre vuelven a Japón para vivir en la ciudad natal de la madre, Kōbe. Su madre se convirtió al catolicismo cuando él era pequeño, por lo que fue criado como católico. Endō fue bautizado en 1935 a la edad de 12 años, y le fue dado el nombre cristiano de Paul. 
Se trasladó a Francia para estudiar literatura francesa en la Universidad de Lyon desde 1950 hasta 1953.
Sus novelas reflejan muchas de las experiencias de su niñez. Estas incluyen el estigma de ser un forastero, la experiencia de ser extranjero, la vida de un paciente en el hospital y la lucha contra la tuberculosis. Su fe católica puede verse de alguna forma reflejada, y es a menudo una característica principal de sus obras. La mayoría de los personajes luchan contra complejos dilemas morales, y sus elecciones a menudo provocan resultados trágicos. Su obra ha sido comparada con la de Graham Greene. De hecho, Greene catalogó personalmente a Endō como uno de los mejores escritores del siglo XX.

## Principales obras
1. El mar y veneno (海と毒薬 Umi to dokuyaku?) (1958): considerada la primera gran novela del autor, está ambientada en el Japón de la Segunda Guerra Mundial. El protagonista, un estudiante de Medicina llamado Suguro, participará en una serie de experimentos médicos realizados sobre prisioneros de guerra estadounidenses, tales como extirpaciones o una vivisección sin anestesia. Pronto descubrirá que esos brutales experimentos son productos del fanatismo militar japonés y no de un verdadero interés científico. Basado en hechos reales.
2. Silencio (沈黙 Chinmoku?) (1966): es el trabajo más famoso de Endō, generalmente reconocido como su obra maestra. Es una novela histórica que cuenta la historia de un misionero portugués en el Japón de principios del siglo XVII que se convierte en un apóstata, pero únicamente de manera formal para evitar la persecución. La fe cristiana es mantenida en privado desde entonces por el protagonista.
3. Escándalo: cuenta la historia de un reconocido y premiado escritor de novelas japonés que mantiene una tranquila vida marital y social bajo el amparo del catolicismo. Pero su encuentro con una mujer pintora al final de una premiación pone en peligro su vida pública y la consciencia sobre sí mismo y sus creencias morales. La mujer afirma que lo conoce como cliente del barrio rojo de Kabukicho, en Tokio. Investigando, se adentra en las facetas más oscuras del ser humano, como el gusto por la agresión y la autodestrucción, hasta conocer lo que convive secretamente con él. Ayuda a reflexionar al cristiano sobre los monstruos interiores e instintos primarios y la hipocresía que obstruyen el camino de la santidad.
4. La muchacha que dejé atrás
5. Jesu no Shôgai (La persona de Jesucristo)
6. El samurái. Una novela histórica sobre la misión diplomática de Hasekura Tsunenaga en la Nueva España y en la Europa en el siglo XVII.
7. Río profundo: última novela de Endō (1994). Cuenta las historias de cinco japoneses que han sufrido grandes dolores y traumas o están en la búsqueda de una respuesta que los defina en este mundo. Todos confluyen en un viaje a la India, donde conocerán los principales templos del budismo y el hinduismo. En la ciudad india de Benarés, a orillas del río Ganges, que es un símbolo sagrado del fluir de la vida y la muerte para el hinduismo, encontrarán las respuestas que anhelaban o las tareas que se habían prometido cumplir. El personaje de Otsu, que aparece en la vida de Naruse, una de los protagonistas, representa al católico en esta novela; un postulante al seminario sacerdotal que tiene luchas con el panteísmo que le da su condición de japonés, pero al final un devoto seguidor de la persona de Jesucristo, bajo cuyas enseñanzas ampara a los parias que buscan ir a morir allí.

## Premios
- 1955 Premio Akutagawa---Shiroi hito「白い人」
- 1958 Premio Manichi---Umi to dokuyaku 「海と毒薬」
- 1958 Premio Shincho---Umi to dokuyaku 「海と毒薬」
- 1966 Premio Tanizaki---Chinmoku, 「沈黙」

## Museo
El Museo Literario Shūsaku Endō en Sotome, Nagasaki, está dedicado a la vida y obra del escritor.